# Los Cocos
Los Cocos är en ort i Mexiko.   Den ligger i kommunen Carlos A. Carrillo och delstaten Veracruz, i den sydöstra delen av landet, 400 km öster om huvudstaden Mexico City. Los Cocos ligger 11 meter över havet och antalet invånare är 475.
Terrängen runt Los Cocos är mycket platt. Runt Los Cocos är det ganska glesbefolkat, med 34 invånare per kvadratkilometer. Närmaste större samhälle är Carlos A. Carrillo, 4,4 km norr om Los Cocos. Trakten runt Los Cocos består till största delen av jordbruksmark.